# Gustav Adolph Lammers
Gustav Adolph Lammers, född 26 maj 1802 i Köpenhamn, död 2 maj 1878 i Skien, var en norsk präst, arkitekt, psalmförfattare, konstnär och politiker. Han var farbror till sångaren Thorvald Lammers.
År 1827 avlade han praktisk-teologisk examen och utnämndes till sjukhuspräst i Trondheim. År 1835 blev Lammers kyrkoherde i Bamble där han tio år senare var med om att uppföra en ny kyrka som han själv ritat. Han målade även altartavlan i denna kyrka. Åren 1839 och 1842 valdes Lammers in i stortinget som representant för Bratsbergs amt.
År 1848 tillträdde Lammers en kyrkoherdetjänst i Skien, där han snart kom i kontakt med den haugianska väckelsemiljön. Redan året därpå framförde han offentlig kritik mot statskyrkans dop- och nattvardspraxis. 1853 bildade han Foreningen for den Indre Mission i Skien, landets första missionsförening.
År 1856 avsade sig Lammers prästämbetet och medlemskapet i Norska kyrkan och bildade "Skien Frie Apostolisk-Christelige Menighed". Han reste sedan flitigt och inspirerade människor att bilda liknande, fria församlingar i både Norge (på 57 platser) och Danmark - flera av dem under Lammers egen ledning. År 1858 var han i Finnmark fylke och året därpå i Stockholm. 
Åren 1859–60 utgav Lammers tidskriften Meddelelser til og fra de apostolisk-christelige Menigheder. Den 12 november 1860 lämnade Lammers den egna friförsamlingsrörelsen och gick åter med i statskyrkan. Därefter tillbringade han större delen av sitt liv utomlands (Italien, Tyskland och Danmark) där han ägnade sig åt konstnärlig verksamhet.